# Pure Holocaust
Pure Holocaust este cel de-al doilea album de studio al formației Immortal. Cu toate că Grim apare ca baterist în broșura albumului, Abbath a fost cel care a cântat la baterie.
Părerea generală este că acest album este mai bun decât albumul de debut, fiind remarcate în mod deosebit viteza melodiilor și atmosfera glacială care, în timp, a devenit definitorie pentru formație.
Revista Terrorizer a clasat Pure Holocaust pe locul 7 în clasamentul "Cele mai bune 40 de albume black metal". Aceeași revistă a inclus albumul în lista "Cele mai importante 100 de albume ale anilor '90".

## Lista pieselor
1. "Unsilent Storms In The North Abyss" - 03:14
2. "A Sign For The Norse Hordes To Ride" - 02:35
3. "The Sun No Longer Rises" - 04:20
4. "Frozen By Icewinds" - 04:40
5. "Storming Through Red Clouds And Holocaustwinds" - 04:40
6. "Eternal Years On The Path To The Cemetary Gates" - 03:30
7. "As The Eternity Opens" - 05:31
8. "Pure Holocaust" - 05:17

## Personal
- Abbath Doom Occulta - vocal, chitară bas, baterie
- Demonaz Doom Occulta - chitară, versuri